# Тань Сы
Тань Сы (кит. упр. 谭斯, пиньинь Tán Sī, род. 6 января 1987 года в городе Янчжоу, Цзянсу, КНР) — китайский футболист, нападающий клуба Первой лиги Китая «Ухань Чжоэр».

## Клубная карьера

### Ухань Оптикс Вэлли
Дебют игрока в профессиональном футболе состоялся 30 октября 2005 года, когда он вышел на замену в игре с «Чанша Цзиньдэ» при счёте 3-0. Через несколько недель после этого, 15 ноября 2005 года он забил свой первый гол за молодёжную команду в матче против «Шанхай Шэньхуа» в Суперлиге, а игра завершилась ничьей 1-1.. Когда команду возглавлял тренер Пэй Эньцай, игрок получил шанс показать себя в команде, однако из-за неудовлетворительных результатов Пэй Эньцай вынужден был покинуть команду, а новый тренер Чэн Фанпин решил дать возможность игроку проявить себя в другом клубе и по итогам сезона 2007 года в Суперлиге Тань Сы сменил команду.

### Цзянсу Сайнти
Тань Сы перешёл в команду бывшего тренера Пэй Эньцая «Цзянсу Сайнти», которая находилась во втором китайском дивизионе. Кроме него, в начале 2008 года контракт с командой подписали его бывшие одноклубники Жэнь Юншунь, Го Минъюэ и Ли Чжуанфэй. Игрок быстро прогрессировал и 5 июля 2008 года забил дебютный гол в чемпионате за новую команду, кроме того он отметился первым в карьере хет-триком в игре против «Харбин Итэн», а его команда одержала победу со счётом 5-2. Постепенно Тань стал основным игроком команды — так, в тринадцати играх ему удалось забить десять мячей, а по итогам сезона команда «Цзянсу Сайнти» завоевала право выступать в Суперлиге. После победы в Первой лиге в сезоне 2008 года у «Цзянсу Сайнти» и игрока лично получился хороший старт и в Суперлиге в сезоне 2009 года, Тань Сы вызывался тренером Гао Хунбо и в национальную сборную на товарищеские матчи.

### Ухань Чжоэр
В феврале 2012 года игрок после четырёх не очень удачных сезонов в «Цзянсу Сайнти» перешёл в команду Первой лиги Китая «Ухань Чжоэр».

## Достижения
«Цзянсу Сайнти»
- Победитель Первой лиги Китая: 2008